# ГЕС Дубрава
ГЕС Дубрава — гідроелектростанція на півночі Хорватії на річці Драва. Розташована після ГЕС Чаковець та є нижньою у складі дравського каскаду.
Під час будівництва станції, введеної в експлуатацію у 1989 році, річку перекрили бетонною гравітаційною греблею висотою 23,5 метра та довжиною 112 метрів, на яку пішло 54 тис. м3 матеріалу. Створений нею підпір призвів до появи витягнутого на 25 км сховища з об'ємом 16,6 млн м3, обабіч якого споруджено дамби довжиною 22,5 км. Зі сховища вода спрямовується в дериваційний канал довжиною 6,8 км, на якому розташована будівля машинного залу, після чого повертається до Драви.
Машинний зал обладнано двома бульбовими турбінами потужністю по 38 МВт, які працюють при напорі у 17,5 метра. На початку 2010-х років виробництво електроенергії на ГЕС Дубрава коливалось від 325 до 511 млн кВт·год.
Управління станцією здійснюється з диспетчерського центру дравського каскаду у Вараждині.